# ألن ريتشاردسون (ملاكم)
ألن ريتشاردسون (بالإنجليزية: Alan Richardson) مواليد 4 نوفمبر 1948 في غرب يوركشير، إنجلترا، هو ملاكم محترف إنجليزي سابق. حقق الميدالية البرونزية في دورة ألعاب الكومنولث البريطانية 1970.

## إحصائيات
خاض خلال مسيرته 27 نزالا، فاز في 17 وتعادل في 1 وخسر في 9. فاز بالضربة القاضية في 5 نزالات.

## الميداليات
| الميدالية | المسابقة                             |
| --------- | ------------------------------------ |
| برونزية   | دورة ألعاب الكومنولث البريطانية 1970 |

## روابط خارجية
- ألن ريتشاردسون على موقع بوكس ريك (الإنجليزية) (registration required)